# Txipres
Txipres (Chipres), es un apellido vasco, de posible origen gascón.
Se desconoce su significado, aunque es posible que sea un apellido toponímico. Existe en Alza, San Sebastián, un caserío con este nombre que data del siglo XV. La primera cita documental del caserío Txipres data del año 1425.

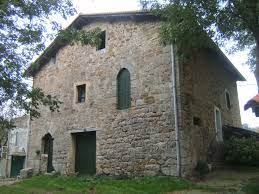
Fotografía del caserío Chipres

## Primeros registros
Posiblemente, el primer registro que se tiene del apellido data de entre los años 1490 y 1520. Se trata de una ejecutoría sin fechar sobre un pleito en el cual los demandantes, Catalina de Txipres y sus hijos, exigen que se haga justicia contra unos vecinos de San Sebastián, por haberles robado bienes de su casa y haber ocupado la misma.
En un registro fechado, el apellido apareció por primera vez, igualmente, en un registro real de ejecutorías del año de 1523 en la ciudad de San Sebastián, en el cual el señor Joanes de Txipres, vecino donostiarra de la localidad de Alza, hizo un reclamo contra moradores de la localidad por haber cortado tres robles y un fresno en los terrenos del caserío de Txipres, y con la madera haber construido una cerca alrededor del propio caserío, propiedad la cual él alegaba perteneció a sus antepasados. Al final se determinó que la cerca fuese desmontada.
En 1651, nuevamente aparece el apellido en un expediente de hidalguía y nobleza en la localidad de Cestona. En este, se le otorga el título de hidalgo a Juan de Chipres, originario de Altza.
Con fecha del 19 de octubre de 1657, aparece en los libros parroquiales de Pasaje de San Pedro (Pasajes), el casamiento de Patricio Chipres, hijo del capitán Pedro Chipres, con la irlandesa Elena Made, siendo los padrinos Andrés Madin y Elena Vosfort.
En 1778, se cita a Joseph de Chiprés como, posiblemente, el último habitante de la ermita de Santa María Magdalena de la Sierra, cuando este solicita al ayuntamiento que se repare, debido al fatal estado en que se encontraba la construcción. Pero debido al alto costo, se decide trasladar lo más que se pueda de la ermita hacia la Basílica de la Magdalena.

## Distribución
Es un apellido poco común. En la actualidad, se pueden encontrar los principales registros de este apellido en España, principalmente en las provincias de Guipúzcoa, Vizcaya y Álava en el País Vasco, y en las comunidades de Navarra, Cantabria y Asturias, en el norte del país.
El apellido también está presente en el sur de Francia y en países americanos como Argentina, México, Venezuela, Colombia, Perú y Estados Unidos. Los primeros registros del apellido aparecieron en Argentina (Buenos Aires) y Venezuela (Carabobo) entre los siglos XVII y XVIII, traído por inmigrantes vascos establecidos durante la colonización española de América.

## Escudo de armas
Según el nobiliario de Jerónimo de Villa (1690), el escudo de armas de los Chipres se trata de un escudo partido, compuesto por:
1º, en campo de plata, un árbol de sinople surmontado de una flor de lis de azur y un lobo de sable atravesado al pie de su tronco
2º, en campo de gules, una banda de oro.

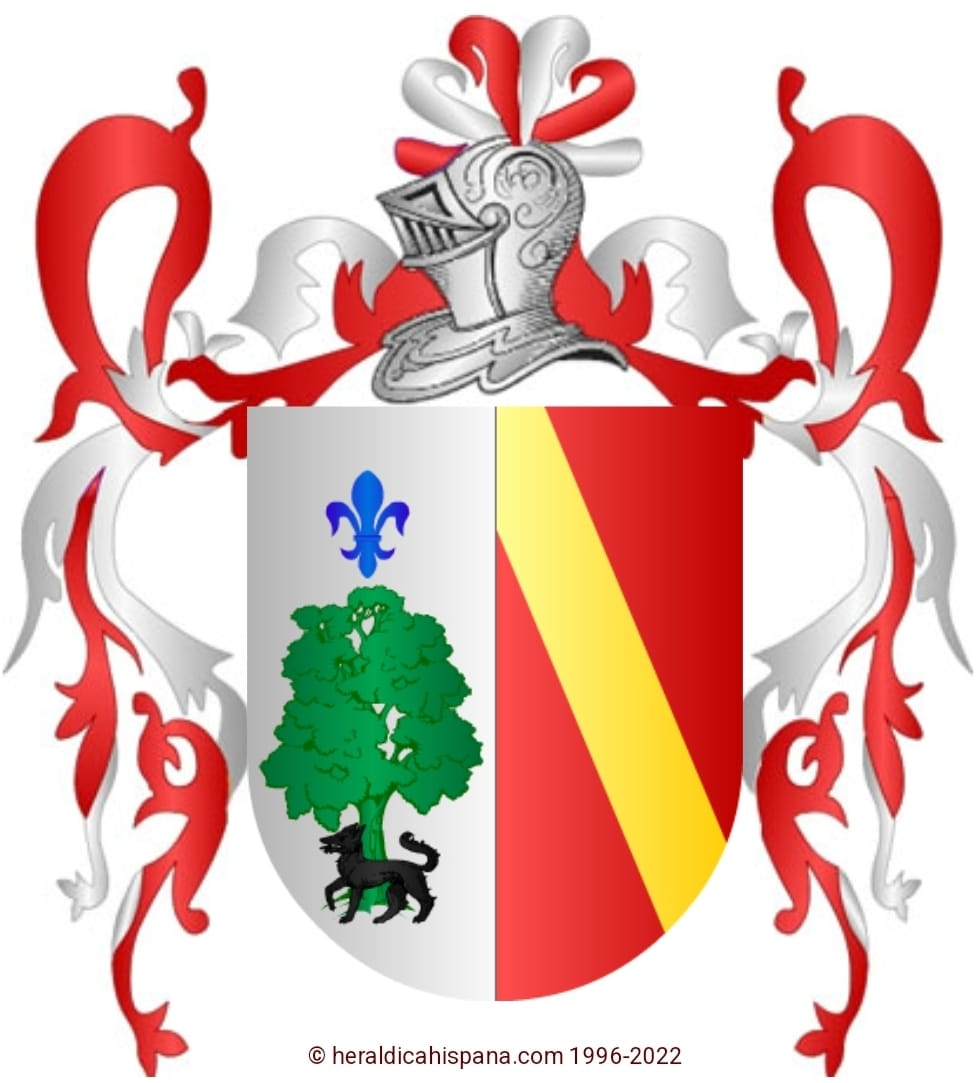
Escudo de armas.